# Kabinett Moro V

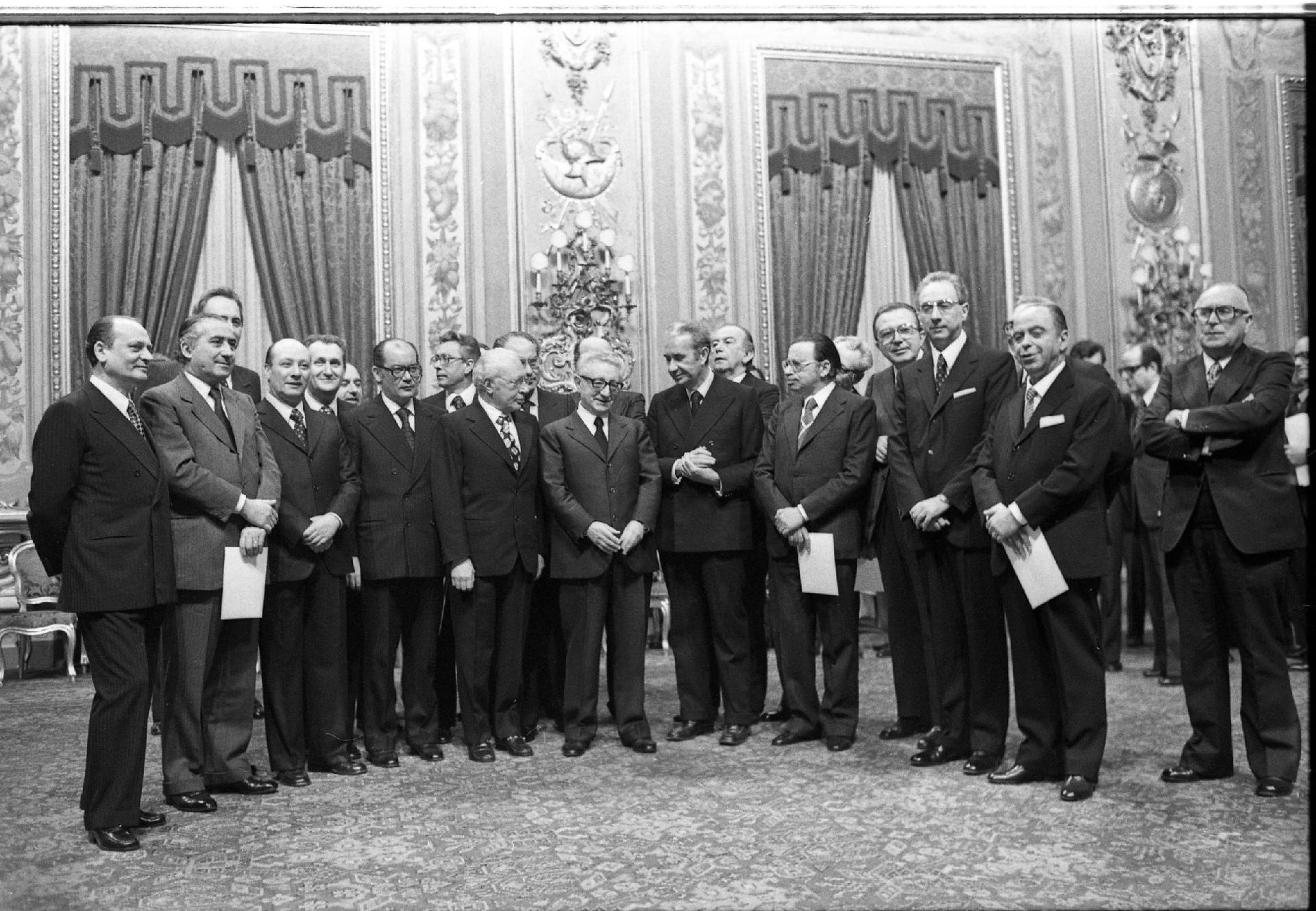
Das Kabinett Moro V mit Giovanni Leone (1976)

Das Kabinett Moro V regierte Italien vom 12. Februar 1976 bis zum 29. Juli 1976. Davor war das Kabinett Moro IV im Amt, nach den Parlamentswahlen vom 20. Juni 1976 ab dem 29. Juli 1976 das Kabinett Andreotti III. Ministerpräsident Aldo Moro und die Minister seines Kabinetts gehörten alle der Christdemokratischen Partei (DC) an. Die wenigen Minister der Republikanischen Partei (PRI), die dem Kabinett Moro IV angehört hatten, wurden durch Christdemokraten ersetzt. Der Großteil der Minister blieb somit unverändert.

## Kabinettsliste

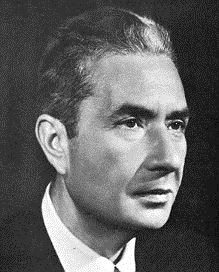
Aldo Moro

| Ministerien                       | Name                      | Partei |
| --------------------------------- | ------------------------- | ------ |
| Ministerpräsident                 | Aldo Moro                 | DC     |
| Äußeres                           | Mariano Rumor             | DC     |
| Inneres                           | Francesco Cossiga         | DC     |
| Justiz                            | Francesco Paolo Bonifacio | DC     |
| Verteidigung                      | Arnaldo Forlani           | DC     |
| Haushalt                          | Giulio Andreotti          | DC     |
| Finanzen                          | Gaetano Stammati          | DC     |
| Schatz                            | Emilio Colombo            | DC     |
| Staatsbeteiligungen               | Antonio Bisaglia          | DC     |
| Landwirtschaft                    | Giovanni Marcora          | DC     |
| Öffentliche Arbeiten              | Antonino Pietro Gullotti  | DC     |
| Verkehr                           | Mario Martinelli          | DC     |
| Handelsmarine                     | Giovanni Gioia            | DC     |
| Industrie                         | Carlo Donat-Cattin        | DC     |
| Außenhandel                       | Ciriaco De Mita           | DC     |
| Post                              | Giulio Orlando            | DC     |
| Gesundheit                        | Luciano Dal Falco         | DC     |
| Arbeit und Soziales               | Mario Toros               | DC     |
| Kulturgüter und Umwelt, Forschung | Mario Pedini              | DC     |
| Bildung                           | Franco Maria Malfatti     | DC     |
| Tourismus und Veranstaltungen     | Adolfo Sarti              | DC     |
| Minister ohne Geschäftsbereich    | Name                      | Partei |
| Regionen, Verwaltung              | Tommaso Morlino           | DC     |